# Liste des séries parues dans le Morning
Cette page annexe liste l'ensemble des séries de manga étant ou ayant été prépubliées dans le magazine hebdomadaire Morning de l'éditeur Kōdansha.

## Mode d'emploi et cadre de recherche
- Le tableau est triable.
  - Le tableau est, par défaut, affiché dans l'ordre d'apparition. Les 1re et 5e colonnes (« No  » et « Première publication ») trient dans le même ordre.
  - Les séries en cours apparaissent en fin de tableau si le tri est effectué selon la 6e colonne. Elles sont triées entre elles par ordre de première publication.
  - Des clés de tri en hiragana sont utilisées pour la 2de colonne.
  - Les 7e et 8e colonnes disposent d'un système de clés de tri afin de ne pas avoir de diacritique.
- Les 5e et 6e colonnes sont sous la forme « aaaa.nn » où « aaaa » désigne l'année et « nn » le numéro de la publication à prendre en compte.
  - S'il s'agit d'un numéro double, il apparait sous la forme « aaaa.nn/NN » où NN désigne le second numéro.
  - Une balise d'appel de références est automatiquement créée pour chaque année utilisée dans le tableau, il est toutefois nécessaire de créer la référence correspondante en fin de page.
- Deux couleurs sont utilisées dans le tableau pour signaler les manga en cours de publication lors de la dernière mise à jour :

|  | Manga en cours de publication le 31 août 2013 ; |

|  | Manga transféré dans un autre magazine et encore en cours de publication le 31 août 2013. |

- La 4e colonne (« Titre français ») n'est remplie que s'il existe un titre officiel en français choisi par un éditeur francophone.
- Les liens vers les articles en français se font dans la 4e colonne si elle est remplie, dans la 3e sinon.
- Les liens vers les articles en japonais n'existent que si l'article existe.
- Chaque année, groupe de hiragana ou lettre dispose d'une ancre. Après avoir trié selon ses désirs le tableau, il est possible de faire une recherche grâce au cadre ci-dessous.

| Type                    | Type                    | Liens | Pour les colonnes                                                                           |
| ----------------------- | ----------------------- | --- | ------------------------------------------------------------------------------------------- |
| Par ordre chronologique | Par ordre chronologique | - 1982 - 1983 - 1984 - 1985 - 1986 - 1987 - 1988 - 1989 - 1990 - 1991 1992 - 1993 - 1994 - 1995 - 1996 - 1997 - 1998 - 1999 - 2000 - 2001 2002 - 2003 - 2004 - 2005 - 2006 - 2007 - 2008 - 2009 - 2010 - 2011 2012 - 2013 | No , Première publication, Dernière publication                                             |
| Par ordre chronologique | Par ordre chronologique | En cours | Dernière publication                                                                        |
| Titre                   | Par ordre numérique     | 0 à 9 | Titre japonais, Transcription, Traduction, Titre français, Auteur (dessinateur), Scénariste |
| Titre                   | Par ordre syllabaire    | - あ - か - さ - た - な - は - ま - や - ら - わ - ん | Titre japonais                                                                              |
| Titre                   | Par ordre alphabétique  | - A - B - C - D - E - F - G - H - I - J - K - L - M N - O - P - Q - R - S - T - U - V - W - X - Y - Z | Transcription, Traduction, Titre français, Auteur (dessinateur), Scénariste                 |

## Liste
Liste des séries ayant été pré-publiées dans le magazine Morning.
Les dates des séries n'ayant pas de numéro d'issue sont approximatives et basées sur les dates de parution des volumes. Les dates des séries postérieures à 2008 sont issues du site de la Kōdansha
| No     | Titre japonais                           | Transcription                         | Titre français                     | Première publication | Dernière publication | Auteur (Dessinateur) | Scénariste           |
| ------ | ---------------------------------------- | ------------------------------------- | ---------------------------------- | -------------------- | -------------------- | -------------------- | -------------------- |
| 000 c  | んんん                                   | zzzzz                                 | 1982                               | 1982.00              | 1982.00              | zzzzz                | zzzzz                |
| 001    | 超人晴子                                 | Chōjin haruko                         | —                                  | 1982.                | 1984.                | Akiyama George       | —                    |
| 001 c  | んんん                                   | zzzzz                                 | 1983                               | 1983.00              | 1983.00              | zzzzz                | zzzzz                |
| 002    | ブリキ細工のトタン屋根                   | Buriki zaiku no totan yane            | —                                  | 1983.                | 1984.                | Noboru Miyama        | —                    |
| 003    | 代打屋トーゴー                           | Daidoya togo                          | —                                  | 1983.                | 1990.                | Gen Takamochi        | —                    |
| 004    | 課長 島耕作                              | Kachō shima kōsaku                    | —                                  | 1983.                | 1992.                | Kenshi Hirokane      | —                    |
| 005    | ワニの初恋                               | Wani no hatsukoi                      | —                                  | 1983.                | 1983.                | Nobuyuki Fukumoto    | —                    |
| 006    | 大いなる完                               | '                                     | —                                  | 1983.                | 1984.                | Hiroshi Motomiya     | —                    |
| 007    | ハートカクテル                           | '                                     | —                                  | 1983.                | 1989.                | Seizō Watase         | —                    |
| 007 c  | んんん                                   | zzzzz                                 | 1984                               | 1984.00              | 1984.00              | zzzzz                | zzzzz                |
| 008    | Be Free!                                 | Be Free!                              | —                                  | 1984.07              | 1988.29              | Tatsuya Egawa        | —                    |
| 009    | POWER FOOL                               | Power Fool                            | —                                  | 1984.16              | 1984.23              | Shin Morimura        | Caribu Marley        |
| 010    | さばおり劇場                             | Sabaori gekijō                        | —                                  | 1984.                | 1985.                | Mikio Igarashi       | —                    |
| 011    | バージンによろしく                       | Virgin ni yoroshiku                   | —                                  | 1984.                | 1984.                | Shin Morimura        | Shō Fumimura         |
| 012    | What's Michael?!                         | What's Michael?!                      | What's Michael?!                   | 1984.                | 1989.                | Makoto Kobayashi     | —                    |
| 012 c  | んんん                                   | zzzzz                                 | 1985                               | 1985.00              | 1985.00              | zzzzz                | zzzzz                |
| 013    | クッキングパパ                           | Cooking Papa                          | —                                  | 1985.14              | —                    | Tochi Ueyama         | —                    |
| 014    | 風子のいる店                             | Fūko no iru mise                      | —                                  | 1985.23              | 1988.27              | Hitoshi Iwaaki       | —                    |
| 015    | アクター                                 | Actor                                 | —                                  | 1985.                | 1988.                | Kaiji Kawaguchi      | —                    |
| 016    | 万歳ハイウェイ                           | Manzai Highway                        | —                                  | 1985.                | 1988.                | Shin Morimura        | Osamu                |
| 017    | ウォッカ・タイム                         | '                                     | —                                  | 1985.                | 1985.                | Masayuki Katayama    | —                    |
| 017 c  | んんん                                   | zzzzz                                 | 1986                               | 1986.00              | 1986.00              | zzzzz                | zzzzz                |
| 018    | ベムハンター・ソード                     | Bem Hunter Sword                      | —                                  | 1986.                | 1990.                | Yukinobu Hoshino     | —                    |
| 019    | 大東京ビンボー生活マニュアル             | Daitōkyō binbo seikatsu manuel        | —                                  | 1986.                | 1989.                | Tsukasa Maekawa      | —                    |
| 020    | 気分は形而上                             | Kibun wa keijijō                      | —                                  | 1986.                | 1990.                | Hiroyuki Sugahara    | —                    |
| 021    | 逮捕しちゃうぞ                           | Taiho shichauzo                       | You're Under Arrest                | 1986.                | 1992.                | Kōsuke Fujishima     | —                    |
| 021 c  | んんん                                   | zzzzz                                 | 1987                               | 1987.00              | 1987.00              | zzzzz                | zzzzz                |
| 022    | 翔丸                                     | Shōmaru                               | —                                  | 1987.13              | 1989.06              | Junichi Nōjō         | —                    |
| 023    | 大正野郎                                 | '                                     | —                                  | 1987.22              | 1990.13              | Yoshihiro Yamada     | —                    |
| 024    | 明日美                                   | Asumi                                 | —                                  | 1987.                | 1987.                | Mitsuru Miura        | —                    |
| 025    | ひつじが一匹                             | Hitsuji ga ippiki                     | —                                  | 1987.                | 1987.                | Hajime Oki           | Tatsuo Shimazu       |
| 026    | なるほどマイフレンド                     | Naruhodo My Friend                    | —                                  | 1987.                | 1987.                | Hideo Iura           | —                    |
| 027    | ツヨシしっかりしなさい                   | Tsuyoshi shikkari shinasai            | —                                  | 1987.                | 1990.                | Kiyoshi Nagamatsu    | —                    |
| 027 c  | んんん                                   | zzzzz                                 | 1988                               | 1988.00              | 1988.00              | zzzzz                | zzzzz                |
| 028    | 天才柳沢教授の生活                       | Tensai Yanagisawa kyōju no seikatsu   | —                                  | 1988.07              | —                    | Kazumi Yamashita     | —                    |
| 029    | 地球氷解事紀                             | Chikyū hyōkai goto osamu              | —                                  | 1988.                | 1991.                | Jirō Taniguchi       | —                    |
| 030    | 沈黙の艦隊                               | Chinmoku no kantai                    | —                                  | 1988.                | 1996.                | Kaiji Kawaguchi      | —                    |
| 031    | ギャンブルレーサー                       | Gambling Racer                        | —                                  | 1988.                | 2003.16              | Makoto Tanaka        | —                    |
| 032    | 夏子の酒                                 | Natsuko no sake                       | —                                  | 1988.                | 1991.                | Akira Oze            | —                    |
| 032 c  | んんん                                   | zzzzz                                 | 1989                               | 1989.00              | 1989.00              | zzzzz                | zzzzz                |
| 033    | こたつむり伝説                           | Kotatsu muri densetsu                 | —                                  | 1989.                | 1989.                | Chika Kimura         | —                    |
| 034    | ＯＬ進化論                               | Ol shinkaron                          | —                                  | 1989.                | —                    | Risu Akizuki         | —                    |
| 035    | マドモアゼル モーツァルト                | '                                     | —                                  | 1989.                | 1990.                | Yōji Fukuyama        | —                    |
| 035 c  | んんん                                   | zzzzz                                 | 1990                               | 1990.00              | 1990.00              | zzzzz                | zzzzz                |
| 036    | 宮本から君へ                             | Miyamoto kara kimi e                  | —                                  | 1990.35              | 1994.34              | Hideki Arai          | —                    |
| 037    | GOLDEN LUCKY                             | Golden Lucky                          | —                                  | 1990.04・05          | 1996.20              | Shunji Enomoto       | —                    |
| 038    | 赤いドレスの男                           | Akai dress no otoko                   | —                                  | 1990.                | 1990.                | Satosumi Takaguchi   | —                    |
| 039    | ナニワ金融道                             | Naniwa kin'yūdō                       | —                                  | 1990.                | 1997.                | Yūji Aoki            | —                    |
| 039 c  | んんん                                   | zzzzz                                 | 1991                               | 1991.00              | 1991.00              | zzzzz                | zzzzz                |
| 040    | ああ播磨灘                               | Aa harimanada                         | —                                  | 1991.                | 1996.                | Kei Sadayasu         | —                    |
| 041    | ゴン                                     | Gon                                   | Gon                                | 1991.                | 2002.                | Masashi Tanaka       | —                    |
| 042    | 杯気分!肴姫                              | Haikibun! Sakanahime                  | —                                  | 1991.                | 1993.                | Kiwa Irie            | —                    |
| 043    | 東周英雄伝                               | Heroes of the East Chō Dynasty        | —                                  | 1991.                | 1993.                | Uen Chen             | —                    |
| 044    | 祝福王                                   | Shukufukuō                            | —                                  | 1991.                | 1991.                | Gen Takamochi        | —                    |
| 045    | 天のテラス                               | Ten no terrace                        | —                                  | 1991.                | 1995.                | Fuyumi Ogura         | —                    |
| 045 c  | んんん                                   | zzzzz                                 | 1992                               | 1992.00              | 1992.00              | zzzzz                | zzzzz                |
| 046    | 大阪豆ゴハン                             | '                                     | —                                  | 1992.24              | 1998.30              |                      | —                    |
| 047    | ぼくの村の話                             | Boku no mura no hanashi               | —                                  | 1992.                | 1994.                | Akira Oze            | —                    |
| 048    | 部長 島耕作                              | Buchō shima kōsaku                    | —                                  | 1992.                | 2002.23              | Kenshi Hirokane      | —                    |
| 049    | ドン・ジョヴァンニ                       | Don Giovanni                          | Don Giovanni                       | 1992.                | 1992.                | Yōji Fukuyama        | —                    |
| 050    | 恋するもも                               | Koisuru momo                          | —                                  | 1992.                | 1992.                | Noboru Takahashi     | —                    |
| 051    | 菜                                       | Sai                                   | —                                  | 1992.                | 1993.                | Seizō Watase         | —                    |
| 051 c  | んんん                                   | zzzzz                                 | 1993                               | 1993.00              | 1993.00              | zzzzz                | zzzzz                |
| 052    | この女に賭けろ                           | Kono hito ni kakero                   | —                                  | 1993.43              | 1997.30              | Kazuko Yumeno        | Ryōka Shū            |
| 053    | 駅員ジョニー                             | Ekiin Johnny                          | —                                  | 1993.                | 1994.                | Noboru Takahashi     | Yūichirō Sueda       |
| 054    | 臥夢螺館                                 | Gamurakan                             | Bienvenue au Gamurakan             | 1993.                | 1995.                | Yōji Fukuyama        | —                    |
| 055    | オフィス北極星                           | Office hokkyokusei                    | —                                  | 1993.                | 1998.                | Masaaki Nakayama     | Shinji Makari        |
| 056    | 鉄人ガンマ                               | Tetsujin ganma                        | —                                  | 1993.                | 1995.                | Yasuhito Yamamoto    | —                    |
| 057    | 新鉄人ガンマ                             | '                                     | —                                  | 1993.                | 1995.                | Yasuhito Yamamoto    | —                    |
| 057 c  | んんん                                   | zzzzz                                 | 1994                               | 1994.00              | 1994.00              | zzzzz                | zzzzz                |
| 058    | 蒼天航路                                 | Sōten kōro                            | —                                  | 1994.47              | 2005.50              | Gonta King           | —                    |
| 059    | ヨリが跳ぶ                               | Yori ga tobu                          | —                                  | 1994.51              | 1999.40              | Minoru Hiramatsu     | —                    |
| 060    | 国民クイズ                               | Kokumin quiz                          | —                                  | 1994.                | 1995.                | Shinkichi Katō       | Reiichi Sugimoto     |
| 061    | 牛のおっぱい                             | Ushi no oppai                         | —                                  | 1994.                | 1997.                | Masayuki Sugawara    | —                    |
| 061 c  | んんん                                   | zzzzz                                 | 1995                               | 1995.00              | 1995.00              | zzzzz                | zzzzz                |
| 062    | かめ!                                    | Kame!                                 | —                                  | 1995.10              | 1998.32              | Sawako Nagai         | —                    |
| 063    | はるまげどん                             | Harumagedon                           | —                                  | 1995.                | 1996.                | Shin Morimura        | —                    |
| 064    | 見つめていたい                           | Mitsumete itai                        | —                                  | 1995.                | 1995.                | Tomoko Amamiya       | —                    |
| 065    | のんちゃんのり弁                         | Nonchan noriben                       | —                                  | 1995.                | 1998.                | Kiwa Irie            | —                    |
| 066    | サイコドクター                           | Psycho Doctor                         | —                                  | 1995.                | 2003.08              | Ken Matoba           | Tadashi Agi          |
| 067    | ユニ                                     | Yuni                                  | —                                  | 1995.                | 1995.                | Mi-na Hwang          | —                    |
| 067 c  | んんん                                   | zzzzz                                 | 1996                               | 1996.00              | 1996.00              | zzzzz                | zzzzz                |
| 068    | ねこロジカル                             | '                                     | —                                  | 1996.05              | 1999.                |                      | —                    |
| 069    | アキオ無宿ベトナム                       | Akio Mushuku Vietnam                  | —                                  | 1996.                | 1996.                | Akira Fukaya         | —                    |
| 070    | 打撃マン                                 | Dageki man                            | —                                  | 1996.                | 1997.                | Yasuhito Yamamoto    | —                    |
| 071    | はまりんこ                               | Hamarinko                             | —                                  | 1996.                | 1997.                | Hiroshi Kawasumi     | —                    |
| 072    | 重役秘書リナ                             | Jūyaku hisho rina                     | —                                  | 1996.                | 1999.                | Aruto Kusunoki       | —                    |
| 073    | 考える犬                                 | Kangaeru inu                          | —                                  | 1996.                | 1999.                | Shin Morimura        | —                    |
| 074    | 黒鉄<KUROGANE>                           | Kurogane                              | Kuro gane                          | 1996.                | 2001.39              | Kei Tōme             | —                    |
| 075    | 油断ちゃん                               | Yudan-chan                            | —                                  | 1996.                | 1999.                | Sensha Yoshida       | —                    |
| 075 c  | んんん                                   | zzzzz                                 | 1997                               | 1997.00              | 1997.00              | zzzzz                | zzzzz                |
| 076    | デビルマンレディー                       | Devilman Lady                         | —                                  | 1997.07              | 2000.30              | Gō Nagai             | —                    |
| 077    | アララギ特急                             | Araragi tokkyū                        | —                                  | 1997.                | 1998.                | Kaiji Kawaguchi      | —                    |
| 078    | ブル田さん                               | Buruta-san                            | —                                  | 1997.                | 1998.                | Shōta Kikuchi        | Michitsuna Takahashi |
| 079    | Cocoro                                   | Cocoro                                | —                                  | 1997.                | 1997.                | Kaiji Kawaguchi      | —                    |
| 080    | えの素                                   | Enomoto                               | —                                  | 1997.                | 2003.                | Shunji Enomoto       | —                    |
| 081    | 内線893                                  | Naisen 893                            | —                                  | 1997.                | 1998.                | Yasuhito Yamamoto    | —                    |
| 082    | ナイショのひみこさん                     | Naisho no himiko-san                  | —                                  | 1997.                | 1998.                | Osamu Uoto           | —                    |
| 083    | タロのいちんち                           | Taro no ichinchi                      | —                                  | 1997.                | 1997.                | Masayuki Sugawara    | —                    |
| 083 c  | んんん                                   | zzzzz                                 | 1998                               | 1998.00              | 1998.00              | zzzzz                | zzzzz                |
| 084    | それはエノキダ!                          | Sore wa enokida!                      | —                                  | 1998.27              | 2001.26              | Hiroyuki Sugahara    | —                    |
| 085    | 萬歳                                     | Banzai                                | —                                  | 1998.                | 1998.                | Uen Chen             | —                    |
| 086    | ドリームラバーズ                         | Dream Lovers                          | —                                  | 1998.                | 1998.                | Nonki Miyasu         | —                    |
| 087    | ドリーム職人                             | Dream shokunin                        | —                                  | 1998.                | 2000.                | Eiji Nonaka          | —                    |
| 088    | 李さんちの物語                           | Isan'chi no monogatari                | —                                  | 1998.                | 2000.                | Mi-na Hwang          | —                    |
| 089    | 奈津の蔵                                 | Natsu no kura                         | —                                  | 1998.                | 2000.                | Akira Oze            | —                    |
| 090    | 瑠璃の波風                               | Ruri no namikaze                      | —                                  | 1998.                | 1999.                | Kaiji Kawaguchi      | —                    |
| 091    | 新・野球狂の詩                           | Shin yakyūkyō no uta                  | —                                  | 1998.                | 2000.                | Shinji Mizushima     | —                    |
| 092    | 大使閣下の料理人                         | Taishi kakka no ryōrinin              | —                                  | 1998.                | 2006.                | Hiroshi Kawasumi     | Mitsuru Nishimura    |
| 093    | 始皇                                     | The First King                        | —                                  | 1998.                | 1999.                | Uen Chen             | —                    |
| 094    | バガボンド                               | Vagabond                              | Vagabond                           | 1998.                | —                    | Takehiko Inoue       | —                    |
| 094 c  | んんん                                   | zzzzz                                 | 1999                               | 1999.00              | 1999.00              | zzzzz                | zzzzz                |
| 095    | 駅前の歩き方                             | Ekimae no arukikata                   | —                                  | 1999.08              | 2003.15              | Shingo Morita        | —                    |
| 096    | カバチタレ!                              | Kabachitare!                          | —                                  | 1999.23              | 2005.30              | Takahiro Kochi       | Takashi Tajima       |
| 097    | ぶっせん                                 | Bussen                                | —                                  | 1999.39              | 2001.29              | Ranjō Miyake         | —                    |
| 098    | かめ²                                    | '                                     | —                                  | 1999.46              | 2000.33              | Sawako Nagai         | —                    |
| 099    | ダニ                                     | Dani                                  | —                                  | 1999.                | 2000.                | Kei Sadayasu         | —                    |
| 100    | Diveman                                  | Diveman                               | —                                  | 1999.                | 1999.                | Tettyu Imatani       | —                    |
| 101    | 暁星記                                   | Gyōseiki                              | —                                  | 1999.                | 2002.36              | Masayuki Sugawara    | —                    |
| 102    | ハナドキロード                           | Hanadoki Road                         | —                                  | 1999.                | 2003.04              | Seizō Watase         | —                    |
| 103    | カザフスタン旅行団                       | Kazakhstan ryokōdan                   | —                                  | 1999.                | 1999.                | Yu Komai             | —                    |
| 104    | 警察署長                                 | Keisatsu shochō                       | —                                  | 1999.                | 2003.19              | Gen Takamochi        | —                    |
| 105    | プラネテス                               | Planetes                              | Planetes                           | 1999.                | 2004.                | Makoto Yukimura      | —                    |
| 106    | TOKYOブローカー                          | Tokyo Broker                          | —                                  | 1999.                | 2003.                | Yū Itō               | Michiharu Kusunoki   |
| 107 c  | んんん                                   | zzzzz                                 | 2000                               | 2000.00              | 2000.00              | zzzzz                | zzzzz                |
| 107    | 私家版鳥類図鑑                           | '                                     | —                                  | 2000.14              | 2002.29              | Daijirō Morohoshi    | —                    |
| 109    | ジャンゴ !                               | Django !                              | —                                  | 2000.44              | 2001.13              | Koichi Kiba          | Tetsuji Sekiya       |
| 110    | 百人物語                                 | Hyakunin monogatari                   | —                                  | 2000.46              | 2002.10              | Yoshiie Gōda         | —                    |
| 111    | Day Dream Believer                       | Day Dream Believer                    | —                                  | 2000.                | 2000.46              | Satoshi Fukushima    | —                    |
| 112    | ガキおやじ                               | Gaki oyaji                            | —                                  | 2000.                | 2000.                | Mikio Igarashi       | —                    |
| 113    | 花のうた                                 | Hana no uta                           | —                                  | 2000.                | 2001.45              | Shin Morimura        | —                    |
| 114    | ひまあり                                 | Himaari                               | —                                  | 2000.                | 2002.23              | Kentarō Ueno         | —                    |
| 115    | HOY                                      | Hoy                                   | —                                  | 2000.                | 2000.                | Soo-gil An           | —                    |
| 116    | 風とマンダラ                             | Kaze to mandara                       | —                                  | 2000.                | 2002.26              | Shikago Tatekawa     | —                    |
| 117    | 検察官キソガワ                           | Kensatsukan kisogawa                  | —                                  | 2000.                | 2003.20              | Atsumu Suzuki        | —                    |
| 118    | クロ號                                   | Kurogo                                | —                                  | 2000.                | ?.                   | Sugigaku             | —                    |
| 119    | 水と銀                                   | Mizu to gin                           | —                                  | 2000.                | 2000.                | Motoi Yoshida        | —                    |
| 120    | オリンピックの世紀                       | Olympic no seiki                      | —                                  | 2000.                | 2000.                | Yōji Kamata          | Sutamu Haruba        |
| 121    | おせん                                   | Osen                                  | —                                  | 2000.                | 2002.44              | Shōta Kikuchi        | —                    |
| 122    | リーマンギャンブラーマウス               | Riman Gambler Mouse                   | —                                  | 2000.                | 2001.18              | Noboru Takahashi     | —                    |
| 123    | しゃぼてん                               | Shaboten                              | —                                  | 2000.                | 2001.15              | Eiji Nonaka          | —                    |
| 124    | たぢからお                               | Tajikarao                             | Tajikarao, l'esprit de mon village | 2000.                | 2001.06              | Kanji Yoshikai       | Jinpachi Mōri        |
| 125    | 鉄腕ガール                               | Tetsuwan Girl                         | —                                  | 2000.                | 2002.10              | Tsutomu Takahashi    | —                    |
| 126    | ジパング                                 | Zipang                                | Zipang                             | 2000.                | 2001.13              | Kaiji Kawaguchi      | —                    |
| 122 c  | んんん                                   | zzzzz                                 | 2001                               | 2001.00              | 2001.00              | zzzzz                | zzzzz                |
| 127    | 浅倉家騒動記                             | Asakurake sōdōki                      | —                                  | 2001.05              | 2004.                | Michiya Masuda       | —                    |
| 128    | どうだ貫一                               | Dōda kanichi                          | —                                  | 2001.05              | 2003.13              | Kei Sadayasu         | Shinji Makari        |
| 129    | 純喫茶のこりび                           | Jun kissa nokoribi                    | —                                  | 2001.10              | 2004.                | Tai Itō              | —                    |
| 130    | 不思議な少年                             | Fushigi na shōnen                     | —                                  | 2001.13              | 2002.21              | Kazumi Yamashita     | —                    |
| 131    | コッコちゃん                             | Kokko-chan                            | —                                  | 2001.17              | 2003.                | Yasuyuki Kunitomo    | —                    |
| 132    | いよっおみっちゃん                       | Iyo omicchan                          | —                                  | 2001.19              | 2001.43              | Yoshihiro Yamada     | —                    |
| 133    | ツヨシしっかり²しなさい                  | Tsuyoshi shikkariʾ shinasai           | —                                  | 2001.19              | 2003.01              | Kiyoshi Nagamatsu    | —                    |
| 134    | 警察署長                                 | Keisatsu shochō                       | —                                  | 2001.25              | 2003.19              | Yūki Yabūchi         | —                    |
| 135    | よしえサンち                             | Yoshie-san chi                        | —                                  | 2001.27              | 2003.16              | Hiroyuki Sugahara    | —                    |
| 136    | 絶叫教師エディー                         | Zekkyō kyōshi eddie                   | —                                  | 2001.34              | 2002.18              | Noboru Takahashi     | Yūichirō Sueda       |
| 137    | エレキング                               | Elec King                             | —                                  | 2001.40              | 2011.40              | Tsuyoshi Oohashi     | —                    |
| 138    | ES -Eternal Sabbath-                     | ES -Eternal Sabbath-                  | Eternal Sabbath                    | 2001.41              | 2004.45              | Fuyumi Sōryo         | —                    |
| 139    | バーバーハーバー                         | Barber harbor                         | —                                  | 2001.42              | 2005.30              | Maya Koikeda         | —                    |
| 140    | 奇妙なボーダーライン                     | Kimyō na borderline                   | —                                  | 2001.43              | 2003.07              |                      | —                    |
| 141    | 雲出づるところ                           | Kumoizuru tokoro                      | —                                  | 2001.44              | 2002.09              | Seiki Tsuchida       | —                    |
| 142    | ちゃぶだいケンタ                         | Chabudai kenta                        | —                                  | 2001.46              | 2004.                | Ume                  | —                    |
| 143    | 渺々                                     | Byōbyō                                | —                                  | 2001.48              | 2002.36・37          | Takaaki Ogawa        | —                    |
| 144    | THE BIG BOSS                             | The Big Boss                          | —                                  | 2001.51              | 2002.41              | Masahiro Suematsu    | Kozo                 |
| 145    | 柴王                                     | Shibao                                | —                                  | 2001.01・02          | 2004.                | Tsubasa Nunōra       | —                    |
| 146    | 風介がゆく                               | Fūsuke ga yuku                        | —                                  | 2001.21・22          | 2001.48              | Yasuichi Oshima      | Shūhei Kuroda        |
| 135 c  | んんん                                   | zzzzz                                 | 2002                               | 2002.00              | 2002.00              | zzzzz                | zzzzz                |
| 147    | ブラックジャックによろしく               | Black jack ni yoroshiku               | Say Hello to Black Jack            | 2002.10              | 2006.                | Shuho Sato           | —                    |
| 148    | 書きくけこ                               | Kakikukeko                            | —                                  | 2002.11              | 2003.17              | Riki Kusaka          | Juichi Yoshikawa     |
| 149    | ひどいよ! 沼二郎                         | Hidori yo! Numajirō                   | —                                  | 2002.13              | 2002.40              | Yoshiie Gōda         | —                    |
| 150    | 取締役 島耕作                            | Torishimariyaku shima kōsaku          | —                                  | 2002.13              | 2005.                | Kenshi Hirokane      | —                    |
| 151    | ジャイアント                             | '                                     | —                                  | 2002.18              | —                    | Yoshihiro Yamada     | —                    |
| 152    | 蕗のお便り                               | Fuki no otayori                       | —                                  | 2002.20              | 2004.                | Masayuki Sugawara    | —                    |
| 153    | Dino²                                    | Dino²                                 | —                                  | 2002.34              | 2004.                | Jūzō Tokoro          | —                    |
| 154    | 葬儀屋の悪だくみ                         | Sōgiya no warudakumi                  | —                                  | 2002.40              | 2002.46              | Kenji Wakabayashi    | —                    |
| 155    | 週刊石川雅之                             | Shūkan ishikawa masayuki              | —                                  | 2002.46              | 2003.04・05          | Masayuki Ishikawa    | —                    |
| 150 c  | んんん                                   | zzzzz                                 | 2003                               | 2003.00              | 2003.00              | zzzzz                | zzzzz                |
| 156    | U-31                                     | U-31                                  | —                                  | 2003.17              | 2004.                | Motoki Yoshihara     | Masaya Tsunamoto     |
| 157    | 江戸恋もよう                             | Edo koi moyō                          | —                                  | 2003.19              | 2005.                | Seizō Watase         | —                    |
| 158    | まっすぐな道でさみしい                   | Massugu na michi de samishii          | —                                  | 2003.20              | 2004.                | Takashi Iwashige     | —                    |
| 159    | おとこ女おんな男                         | Otoko onna onna otoko                 | —                                  | 2003.24              | 2003.                | Shūji Abe            | —                    |
| 160    | ポンズ百景                               | Pon's hyakkei                         | —                                  | 2003.29              | 2005.                | Ryūta Pon            | —                    |
| 161    | 誰も寝てはならぬ                         | Daremo nete wa naranu                 | —                                  | 2003.43              | 2012.02・03          | Ines Saara           | —                    |
| 162    | ドラゴン桜                               | Dragon-zakura                         | —                                  | 2003.                | 2007.                | Norifusa Mita        | —                    |
| 163    | はるか17                                 | Haruka 17                             | —                                  | 2003.                | 2007.                | Sayaka Yamazaki      | —                    |
| 164    | Hey!!ブルースマン                        | Hey!! Blues Man                       | —                                  | 2003.                | 2004.                | Osamu Yamamoto       | —                    |
| 161 c  | んんん                                   | zzzzz                                 | 2004                               | 2004.00              | 2004.00              | zzzzz                | zzzzz                |
| 165    | カネが泣いている                         | Kane ga naite iru                     | —                                  | 2004.13              | 2004.46              | Yasuyuki Kunitomo    | —                    |
| 166    | ハツカネズミの時間                       | Hatsukanezumi no jikan                | —                                  | 2004.33              | 2005.12              | Kei Tōme             | —                    |
| 167    | アメリカなんて大きらい!                  | America nante daikirai!               | —                                  | 2004.                | 2004.                | Midori Takanashi     | —                    |
| 168    | 亡国のイージス                           | Bōkoku no aegis                       | —                                  | 2004.                | 2004.                | Jin Yokoyama         | Harutoshi Fukui      |
| 169    | チーズスイートホーム                     | Chii's Sweet Home                     | Chi : Une vie de chat              | 2004.                | —                    | Konami Kanata        | Konami Kanatakoide   |
| 170    | エマージング                             | Emerging                              | Emerging                           | 2004.                | 2004.                | Masaya Hokazono      | —                    |
| 171    | Glaucos/グロコス                         | Glaucos                               | Glaucos                            | 2004.                | 2005.                | Akio Tanaka          | —                    |
| 172    | 働きマン                                 | Hataraki Man                          | —                                  | 2004.                | —                    | Moyoko Anno          | —                    |
| 173    | 神の雫                                   | Kami no shizuku                       | Les Gouttes de Dieu                | 2004.                | —                    | Shu Okimoto          | Tadashi Agi          |
| 174    | 結婚星                                   | Kekkonboshi                           | —                                  | 2004.                | 2004.                | Yasuhito Yamamoto    | —                    |
| 175    | LA CALACA                                | La calaca                             | —                                  | 2004.                | 2004.                | Ken Sawai            | —                    |
| 176    | Ｎｓ’あおい                              | Ns' aoi                               | —                                  | 2004.                | 2010.43              | Ryō Koshino          | —                    |
| 177    | OPEN MIND                                | Open mind                             | —                                  | 2004.                | 2004.                | Seimu Yoshizaki      | —                    |
| 178    | ピアノの森                               | Piano no mori                         | —                                  | 2004.                | —                    | Makoto Isshiki       | —                    |
| 179    | サイコドクター楷恭介                     | Psycho doctor kai kyōsuke             | —                                  | 2004.                | 2006.                | Shu Okimoto          | Tadashi Agi          |
| 180    | 新釈 うああ哲学辞典                      | Shinshaku uaa tetsugaku jiten         | —                                  | 2004.                | 2004.                | Hiroyuki Sugahara    | —                    |
| 181    | 昭和の男                                 | Shōwa no otoko                        | —                                  | 2004.                | 2004.                | Kiwa Irie            | —                    |
| 182    | 太陽のドロップキックと月のスープレックス | Taiyō no drop-kick to tsuki no suplex | —                                  | 2004.                | 2004.                | Yūsuke Ochiai        | —                    |
| 183    | 天空之狗                                 | Tenkū no inu                          | —                                  | 2004.                | 2005.                | Gō Nagai             | —                    |
| 182 c  | んんん                                   | zzzzz                                 | 2005                               | 2005.00              | 2005.00              | zzzzz                | zzzzz                |
| 184    | チェーザレ                               | Cesare                                | —                                  | 2005.17              | —                    | Fuyumi Sōryo         | —                    |
| 185    | とりぱん                                 | Toripan                               | —                                  | 2005.21              | —                    | Nanko Torino         | —                    |
| 186    | 特上カバチ！！―カバチタレ！２―           | Tokujō kabachi!! Kabachitare! 2       | —                                  | 2005.33              | 2013.20              | Takahiro Kochi       | Takashi Tajima       |
| 187    | 東京トイボックス                         | Tokyo Toy Box                         | Tokyo Toybox                       | 2005.50              | 2006.24              | Ume                  | —                    |
| 188    | 愛の殺人者 渇きのセイ                    | Ai no satsujinsha kawaki no sei       | —                                  | 2005.                | 2005.                | Junichi Nōjō         | —                    |
| 189    | 華和家の四姉妹                           | Harunake no yonshimai                 | —                                  | 2005.                | 2008.29              | Fumi Saimon          | —                    |
| 190    | へうげもの                               | Hyōge mono                            | —                                  | 2005.                | —                    | Yoshihiro Yamada     | —                    |
| 191    | イカロスの山                             | Ikarosu no yama                       | —                                  | 2005.                | 2007.                | Natsuko Heiuchi      | —                    |
| 192    | 常務島耕作                               | Jōmu shima kōsaku                     | —                                  | 2005.                | 2006.                | Kenshi Hirokane      | —                    |
| 193    | 刑事が一匹…                              | Keiji ga ippiki...                    | —                                  | 2005.                | ?.                   | Shō Kitagawa         | —                    |
| 194    | オンサイト!                              | On-sight!                             | —                                  | 2005.                | 2005.                | Akira Oze            | —                    |
| 195    | 猿王                                     | Saruo                                 | —                                  | 2005.                | 2005.                |                      | —                    |
| 196    | 青春の門                                 | Seishun no mon - chikuhōhen           | —                                  | 2005.                | 2006.                | Takashi Iwashige     | Hiroyuki Itsuki      |
| 197    | スピナス                                 | Spiritual Nurse                       | —                                  | 2005.                | 2005.                | Aruto Kusunoki       | —                    |
| 198    | わたしはあい                             | Watashi wa ai                         | —                                  | 2005.                | 2005.                | Masaya Hokazono      | —                    |
| 197 c  | んんん                                   | zzzzz                                 | 2006                               | 2006.00              | 2006.00              | zzzzz                | zzzzz                |
| 199    | ひまわりっ 〜健一レジェンド〜            | Himawari - kenichi legend             | —                                  | 2006.02              | 2010.06              | Akiko Higashimura    | —                    |
| 200    | ディアスポリス−異邦警察−                 | Dias police                           | —                                  | 2006.26              | 2009.45              | Shinichi Sugimura    | WOO Richard          |
| 201    | ブンむくれ！！                           | Bun mukure!!                          | —                                  | 2006.42              | 2009.19              | Fumiko Sone          | —                    |
| 202    | プラチナ                                 | '                                     | —                                  | 2006.48              | 2007.16              | Hiroshi Kawasumi     | —                    |
| 203    | 僕の小規模な生活                         | Boku no shōkibo na seikatsu           | —                                  | 2006.                | —                    | Shigeyuki Fukumitsu  | —                    |
| 204    | G.I.D                                    | G.I.D                                 | —                                  | 2006.                | 2006.                | Yōko Shōji           | —                    |
| 205    | ハルジャン                               | Harujan                               | —                                  | 2006.                | 2006.                | Chūya Koyama         | —                    |
| 206    | ジナス−ＺＥＮＩＴＨ−                     | Jinasu - zenith                       | —                                  | 2006.                | 2008.34              | Satoshi Yoshida      | —                    |
| 207    | 実録!関東昭和軍                          | Jitsuroku! Kantō shōwagun             | —                                  | 2006.                | 2008.                | Makoto Tanaka        | —                    |
| 208    | 水の色 銀の月                            | Mizu no iro gin no tsuki              | —                                  | 2006.                | 2006.                | Motoi Yoshida        | —                    |
| 209    | ムーたち                                 | Mu-tachi                              | —                                  | 2006.                | 2007.                | Shunji Enomoto       | —                    |
| 210    | 専務 島耕作                              | Senmu shima kōsaku                    | —                                  | 2006.                | 2008.23              | Kenshi Hirokane      | —                    |
| 209 c  | んんん                                   | zzzzz                                 | 2007                               | 2007.00              | 2007.00              | zzzzz                | zzzzz                |
| 211    | ライスショルダー                         | Rice Shoulder                         | —                                  | 2007.07              | —                    | Tsuyoshi Nakaima     | —                    |
| 212    | きのう何食べた？                         | Kinō nani tabeta?                     | —                                  | 2007.12              | —                    | Fumi Yoshinaga       | —                    |
| 213    | 黒博物館 スプリンガルド                  | Kuro hakubutsukan springald           | —                                  | 2007.23              | 2007.28              | Kazuhiro Fujita      | —                    |
| 214    | エンゼルバンク ドラゴン桜外伝            | Angel Bank                            | —                                  | 2007.45              | 2010.28              | Norifusa Mita        | —                    |
| 215    | Gregory Horror Show: Another World       | Gregory Horror Show: Another World    | —                                  | 2007.46              | 2008.06              | Sanami Suzuki        | Naomi Iwata          |
| 216    | 営業の牧田です。                         | Eigyō no makita desu.                 | —                                  | 2007.                | 2008.30              | Hiroshi Kawasumi     | —                    |
| 217    | ジジジイ-GGG-                            | Ggg                                   | —                                  | 2007.                | 2007.                | Chūya Koyama         | —                    |
| 218    | Giant Killing                            | Giant Killing                         | —                                  | 2007.                | —                    | Tsujitomo            | Masaya Tsunamoto     |
| 219    | イナンナ                                 | Inanna                                | —                                  | 2007.                | 2010.34              | Reiko Okano          | —                    |
| 220    | じょなめけ                               | Jonameke                              | —                                  | 2007.                | 2008.                |                      | —                    |
| 221    | かぶく者                                 | Kubukumono                            | —                                  | 2007.                | 2010.                | Akio Tanaka          | David Miyahara       |
| 222    | 美童物語                                 | Miyarabi monogatari                   | —                                  | 2007.                | —                    |                      | —                    |
| 223    | もう俺、ハエでいいや                     | Mō ore, hae de iiya                   | —                                  | 2007.                | 2009.31              | Masaya Oohashi       | —                    |
| 224    | 菜〜ふたたび〜                           | Sai - futatabi                        | —                                  | 2007.                | 2009.15              | Seizō Watase         | —                    |
| 223 c  | んんん                                   | zzzzz                                 | 2008                               | 2008.00              | 2008.00              | zzzzz                | zzzzz                |
| 225    | 宇宙兄弟                                 | Uchū kyōdai                           | —                                  | 2008.01              | —                    | Chūya Koyama         | —                    |
| 226    | ポテン生活                               | Poten seikatsu                        | —                                  | 2008.18              | 2012.46              | Shinya Kinoshita     | —                    |
| 227    | シマシマ                                 | Shima shima                           | —                                  | 2008.19              | 2010.40              | Sayaka Yamazaki      | —                    |
| 228    | ラッキーマイン                           | Lucky Mine                            | —                                  | 2008.23              | 2009.13              | Masakazu Suzuki      | —                    |
| 229    | 社長 島耕作                              | Shachō shima kōsaku                   | —                                  | 2008.26              | 2013.33              | Kenshi Hirokane      | —                    |
| 230    | Billy Bat                                | Billy Bat                             | Billy Bat                          | 2008.46              | —                    | Naoki Urasawa        | Takashi Nagasaki     |
| 231    | 西遊妖猿伝 西域篇                        | Saiyū yōenden - saiikihen             | —                                  | 2008.47              | 2012.31              | Daijirō Morohoshi    | —                    |
| 232    | ケンとメリー                             | Ken to Mary                           | —                                  | 2008.48              | 2009.45              | Satoshi Yoshida      | —                    |
| 233    | ラキア                                   | Rakia                                 | Sanctum                            | 2008.49              | 2010.47              | Boichi               | Masao Yajima         |
| 234    | 東京怪童                                 | Tokyo kaido                           | —                                  | 2008.50              | 2010.31              | Minetaro Mochizuki   | —                    |
| 235    | ねこだらけ                               | Neko darake                           | —                                  | 2008.36・37          | —                    | Kimuchi Yokoyama     | —                    |
| 234 c  | んんん                                   | zzzzz                                 | 2009                               | 2009.00              | 2009.00              | zzzzz                | zzzzz                |
| 236    | ンダスゲマイネ。 太宰治 蒼春篇           | A das gemeine                         | —                                  | 2009.06              | 2009.27              | Aruto Kusunoki       | —                    |
| 237    | なんじゃもんじゃ                         | Nanja monja                           | Nanja Monja                        | 2009.12              | 2010.18              | Shizuka Itō          | —                    |
| 238    | カレチ                                   | Karechi                               | —                                  | 2009.14              | 2013.31              | Kunihiko Ikeda       | —                    |
| 239    | チンパー                                 | Chinpa                                | —                                  | 2009.20              | —                    | Kengo Hanazawa       | —                    |
| 240    | 風と雷                                   | Kaze to ikazuchi                      | —                                  | 2009.35              | 2009.48              | Yasushi Hoshino      | Shin Kibayashi       |
| 241    | リヴィングストン                         | Livingstone                           | —                                  | 2009.35              | —                    | Jinsei Kataoka       | Tomohiro Maekawa     |
| 242    | ボクラハナカヨシ                         | Bokura wa nakayoshi - minna no iigusa | —                                  | 2009.42              | 2010.45              | Makoto Tanaka        | —                    |
| 243    | 北のライオン                             | Kita no lion                          | —                                  | 2009.43              | 2013.18              | Seizō Watase         | —                    |
| 244    | 新白河原人                               | Shinshirakawa genjin                  | —                                  | 2009.44              | —                    | Shin Morimura        | —                    |
| 245    | なまずランプ                             | Namazu ranpu                          | —                                  | 2009.49              | 2010.13              | Nanahiko Takaga      | —                    |
| 244 c  | んんん                                   | zzzzz                                 | 2010                               | 2010.00              | 2010.00              | zzzzz                | zzzzz                |
| 246    | Miifa                                    | Miifa                                 | —                                  | 2010.01              | —                    | Miwa Hinaki          | —                    |
| 247    | 呼出し一                                 | Yobidashi hajime                      | —                                  | 2010.06              | —                    | Asumiko Nakamura     | —                    |
| 248    | ダンダリン101                            | Dandarin 101                          | —                                  | 2010.07              | 2010.35              | Masakazu Suzuki      | —                    |
| 249    | なごみさん                               | Nagomi-san                            | —                                  | 2010.07              | 2011.16              | Fukusuke Miyamoto    | —                    |
| 250    | ルシフェルの右手                         | Rushiferu no migite                   | —                                  | 2010.13              | 2011.44              | Naoki Serizawa       | —                    |
| 251    | 主に泣いてます                           | Omo ni naitemasu                      | —                                  | 2010.14              | 2013.04・05          | Akiko Higashimura    | —                    |
| 252    | 僕はビートルズ                           | Boku wa beatles                       | —                                  | 2010.15              | 2012.12              | Kaiji Kawaguchi      | Tetsuo Fujii         |
| 253    | クレムリン                               | Kremlin                               | —                                  | 2010.30              | 2013.07              | Karō Curry           | —                    |
| 254    | う                                       | U                                     | —                                  | 2010.46              | 2013.02・03          | Hosoki Roswell       | —                    |
| 255    | 草子ブックガイド                         | Sōshi book guide                      | —                                  | 2010.51              | —                    | Shigeki Tamakawa     | —                    |
| 256    | レンアイ漫画家                           | Renai mangaka                         | —                                  | 2010.04・05          | 2012.07              | Sayaka Yamazaki      | —                    |
| 257    | ReMember                                 | Remember                              | —                                  | 2010.36・37          | 2012.34              | Gonta King           | —                    |
| 256 c  | んんん                                   | zzzzz                                 | 2011                               | 2011.00              | 2011.00              | zzzzz                | zzzzz                |
| 258    | デラシネマ                               | Déra cinéma                           | —                                  | 2011.01              | 2012.37・38          | Yasushi Hoshino      | —                    |
| 259    | ひらけ駒！                               | Hirake koma!                          | —                                  | 2011.06              | —                    | Q-ta Minami          | —                    |
| 260    | ふらり。                                 | Furari.                               | Furari                             | 2011.07              | 2011.21              | Jirō Taniguchi       | —                    |
| 261    | 老人賭博                                 | Rōjin tobaku                          | —                                  | 2011.08              | 2012.                | Shinichi Sugimura    | Suzuki Matsuo        |
| 262    | 鬼灯の冷徹                               | Hoozuki no reitetsu                   | —                                  | 2011.14              | —                    | Natsumi Eguchi       | —                    |
| 263    | Zucca x Zuca                             | Zucca x zuca                          | —                                  | 2011.27              | —                    | Remon Haruna         | —                    |
| 264    | 空白を満たしなさい                       | Kūhaku o mitashinasai                 | —                                  | 2011.40              | 2012.39              | Yūki Kamatani        | Keiichirō Hirano     |
| 265    | モンスターフェイク                       | '                                     | —                                  | 2011.44              | 2012.26              | Shizuka Itō          | —                    |
| 266    | とんがらし                               | Tongarashi                            | —                                  | 2011.45              | 2012.20              | Kaimaru Kirimura     | —                    |
| 267    | ヒグさん                                 | '                                     | —                                  | 2011.49              | 2012.10              | Daichi Aozora        | —                    |
| 268    | グラゼニ                                 | Gura zeni                             | —                                  | 2011.02・03          | —                    | Keiji Adachi         | Yuji Moritaka        |
| 269    | リーチマン                               | Reach Man                             | —                                  | 2011.36・37          | —                    | Tatsurō Yoneda       | —                    |
| 268 c  | んんん                                   | zzzzz                                 | 2012                               | 2012.00              | 2012.00              | zzzzz                | zzzzz                |
| 270    | 氷上のセイリオス                         | Hyōjō no seiriosu                     | —                                  | 2012.12              | 2012.32              | Ainan Zazaron        | —                    |
| 271    | 犬神もっこす                             | Inugami mokkosu                       | —                                  | 2012.21              | 2013.11              | Nishimochi           | —                    |
| 272    | 東京ヘビ女物語                           | Tokyo hebi onna monogatari            | —                                  | 2012.34              | 2013.10              | Hiroshi Katō         | —                    |
| 273    | 就職難!! ゾンビ取りガール                | Shūshokunan!! Zombie tori girl        | —                                  | 2012.42              | 2013.10              | Shigeyuki Fukumitsu  | —                    |
| 274    | セケンノハテマデ                         | Seken no hate made                    | —                                  | 2012.46              | —                    | Ines Saara           | —                    |
| 275    | つくりばなし                             | Tsukuribanashi                        | —                                  | 2012.47              | —                    | Shinya Kinoshita     | —                    |
| 276    | ラティーノ                               | Ratino                                | —                                  | 2012.50              | —                    | Gō Oohinata          | —                    |
| 275 c  | んんん                                   | zzzzz                                 | 2013                               | 2013.00              | 2013.00              | zzzzz                | zzzzz                |
| 277    | ジパング 深蒼海流                        | Zipang – shinsō kairyū                | —                                  | 2013.01              | —                    | Kaiji Kawaguchi      | —                    |
| 278    | コウノドリ                               | Kō no dori                            | —                                  | 2013.12              | —                    | Yū Suzunuki          | —                    |
| 279    | ミリオンジョー                           | Million Joe                           | —                                  | 2013.13              | —                    | Iroha Ishimaru       | Ryōji Jūguchi        |
| 280    | ギャングース                             | Gangs                                 | —                                  | 2013.14              | —                    | Keisuke Hiya         | Daisuke Suzuki       |
| 281    | Dr.愛助の孤独                            | Dr. Aisuke no kodoku                  | —                                  | 2013.20              | —                    | Seizō Watase         | —                    |
| 282    | インベスターZ                            | Investor z                            | —                                  | 2013.28              | —                    | Norifusa Mita        | —                    |
| 284    | サイレーン                               | Siren                                 | —                                  | 2013.21・22          | —                    | Sayaka Yamazaki      | —                    |
| 283    | カバチ!!!                                | Kabachi!!!                            | —                                  | 2013.23              | —                    | Takahiro Kochi       | Takashi Tajima       |
| 287    | メロポンだし！                           | Melopon dashi !                       | —                                  | 2013.26              | —                    | Akiko Higashimura    | —                    |
| 285    | しばたベーカリー                         | Shibata bakery                        | —                                  | 2013.24              | —                    | Rin Ukai             | —                    |
| 286    | ぶぅ                                     | Bū                                    | —                                  | 2013.30              | —                    | Hosoki Roswell       | —                    |
| 288    | 異法人                                   | '                                     | —                                  | 2013.36・37          | —                    |                      | —                    |
| 289    | 会長 島耕作                              | Kaichō shima kōsaku                   | —                                  | 2013.39              | —                    | Kenshi Hirokane      | —                    |
| 996 01 | んんん                                   | zzzzz                                 | En cours                           | 9996.01              | 9996.1968 00         | zzzzz                | zzzzz                |
| 997 01 | 00000                                    | 00000                                 | 0-9                                | 9997.01              | 9997.01              | 00000                | 00000                |
| 998 01 | あ                                       | zzzzz                                 | あ à お                            | 9998.01              | 9998.01              | zzzzz                | zzzzz                |
| 998 02 | か                                       | zzzzz                                 | か à こ                            | 9998.02              | 9998.02              | zzzzz                | zzzzz                |
| 998 03 | さ                                       | zzzzz                                 | さ à そ                            | 9998.03              | 9998.03              | zzzzz                | zzzzz                |
| 998 04 | た                                       | zzzzz                                 | た à と                            | 9998.04              | 9998.04              | zzzzz                | zzzzz                |
| 998 05 | な                                       | zzzzz                                 | な à の                            | 9998.05              | 9998.05              | zzzzz                | zzzzz                |
| 998 06 | は                                       | zzzzz                                 | は à ほ                            | 9998.06              | 9998.06              | zzzzz                | zzzzz                |
| 998 07 | ま                                       | zzzzz                                 | ま à も                            | 9998.07              | 9998.07              | zzzzz                | zzzzz                |
| 998 08 | や                                       | zzzzz                                 | や à よ                            | 9998.08              | 9998.08              | zzzzz                | zzzzz                |
| 998 09 | ら                                       | zzzzz                                 | ら à ろ                            | 9998.09              | 9998.09              | zzzzz                | zzzzz                |
| 998 10 | わ                                       | zzzzz                                 | わ à を                            | 9998.10              | 9998.10              | zzzzz                | zzzzz                |
| 998 11 | ん                                       | zzzzz                                 | ん                                 | 9998.11              | 9998.11              | zzzzz                | zzzzz                |
| 999 01 | んんん                                   | A                                     | A                                  | 9999.01              | 9999.01              | A                    | A                    |
| 999 02 | んんん                                   | B                                     | B                                  | 9999.02              | 9999.02              | B                    | B                    |
| 999 03 | んんん                                   | C                                     | C                                  | 9999.03              | 9999.03              | C                    | C                    |
| 999 04 | んんん                                   | D                                     | D                                  | 9999.04              | 9999.04              | D                    | D                    |
| 999 05 | んんん                                   | E                                     | E                                  | 9999.05              | 9999.05              | E                    | E                    |
| 999 06 | んんん                                   | F                                     | F                                  | 9999.06              | 9999.06              | F                    | F                    |
| 999 07 | んんん                                   | G                                     | G                                  | 9999.07              | 9999.07              | G                    | G                    |
| 999 08 | んんん                                   | H                                     | H                                  | 9999.08              | 9999.08              | H                    | H                    |
| 999 09 | んんん                                   | I                                     | I                                  | 9999.09              | 9999.09              | I                    | I                    |
| 999 10 | んんん                                   | J                                     | J                                  | 9999.10              | 9999.10              | J                    | J                    |
| 999 11 | んんん                                   | K                                     | K                                  | 9999.11              | 9999.11              | K                    | K                    |
| 999 12 | んんん                                   | L                                     | L                                  | 9999.12              | 9999.12              | L                    | L                    |
| 999 13 | んんん                                   | M                                     | M                                  | 9999.13              | 9999.13              | M                    | M                    |
| 999 14 | んんん                                   | N                                     | N                                  | 9999.14              | 9999.14              | N                    | N                    |
| 999 15 | んんん                                   | O                                     | O                                  | 9999.15              | 9999.15              | O                    | O                    |
| 999 16 | んんん                                   | P                                     | P                                  | 9999.16              | 9999.16              | P                    | P                    |
| 999 17 | んんん                                   | Q                                     | Q                                  | 9999.17              | 9999.17              | Q                    | Q                    |
| 999 18 | んんん                                   | R                                     | R                                  | 9999.18              | 9999.18              | R                    | R                    |
| 999 19 | んんん                                   | S                                     | S                                  | 9999.19              | 9999.19              | S                    | S                    |
| 999 20 | んんん                                   | T                                     | T                                  | 9999.20              | 9999.20              | T                    | T                    |
| 999 21 | んんん                                   | U                                     | U                                  | 9999.21              | 9999.21              | U                    | U                    |
| 999 22 | んんん                                   | V                                     | V                                  | 9999.22              | 9999.22              | V                    | V                    |
| 999 23 | んんん                                   | W                                     | W                                  | 9999.23              | 9999.23              | W                    | W                    |
| 999 24 | んんん                                   | X                                     | X                                  | 9999.24              | 9999.24              | X                    | X                    |
| 999 25 | んんん                                   | Y                                     | Y                                  | 9999.25              | 9999.25              | Y                    | Y                    |
| 999 26 | んんん                                   | Z                                     | Z                                  | 9999.26              | 9999.26              | Z                    | Z                    |